# Tovellia sanguinea
Tovellia sanguinea è una specie di alga unicellulare contenente plasma e sostanze oleose.
Ha la caratteristica di dare colorazione rossa alle acque in cui si trova, ma solo in presenza di caratteristiche ambientali precise: solo con alte temperature potrà assumere il colore rossastro; inoltre ha bisogno della presenza di alcuni gas come azoto e fosforo.